# Gare de Ceyzériat
La gare de Ceyzériat est une gare ferroviaire française de la ligne de Bourg-en-Bresse à Bellegarde. Elle est située, rue de la Gare, sur le territoire de la commune de Ceyzériat, dans le département de l'Ain, en région Auvergne-Rhône-Alpes.
Mise en service en 1876, elle est fermée en 2005, pour les travaux de rénovation de la ligne, puis rouverte en 2010. 
C'est une halte voyageurs de la Société nationale des chemins de fer français (SNCF), desservie par des trains TER Auvergne-Rhône-Alpes.

## Situation ferroviaire
Établie à 325 mètres d'altitude, la gare de Ceyzériat est située au point kilométrique (PK) 9,864 de la ligne de Bourg-en-Bresse à Bellegarde, entre les gares ouvertes de Bourg-en-Bresse et de Villereversure. En direction de Villereversure s'intercale la gare fermée de Sénissiat-Revonnas.

## Histoire
La gare a été ouverte le 10 mars 1876 par la Compagnie des Dombes et des chemins de fer du Sud-Est lors de l'ouverture de la section de Bourg à Simandre-sur-Suran.
Fermée en 2005 pour les travaux de rénovation de la ligne, elle a été ouverte à nouveau le 12 décembre 2010. L'ancien bâtiment-voyageurs a été détruit en juin 2010, comme à Villereversure et Cize - Bolozon.

## Fréquentation
Selon les estimations de la SNCF, la fréquentation annuelle de la gare s'élève aux nombres indiqués dans le tableau ci-dessous.
| Année               | 2023  | 2022  | 2021  | 2020  | 2019  | 2018  | 2017  | 2016  | 2015  |
| ------------------- | ----- | ----- | ----- | ----- | ----- | ----- | ----- | ----- | ----- |
| Nombre de voyageurs | 5 776 | 5 267 | 3 769 | 3 169 | 6 762 | 4 123 | 4 694 | 4 885 | 4 297 |

## Service des voyageurs

### Accueil
C'est une halte SNCF, point d'arrêt non géré (PANG) à accès libre.

### Desserte
Ceyzériat est desservie par les trains TER Auvergne-Rhône-Alpes de la relation Bourg-en-Bresse (ou Lyon-Perrache) - Saint-Claude.

Installations et desserte
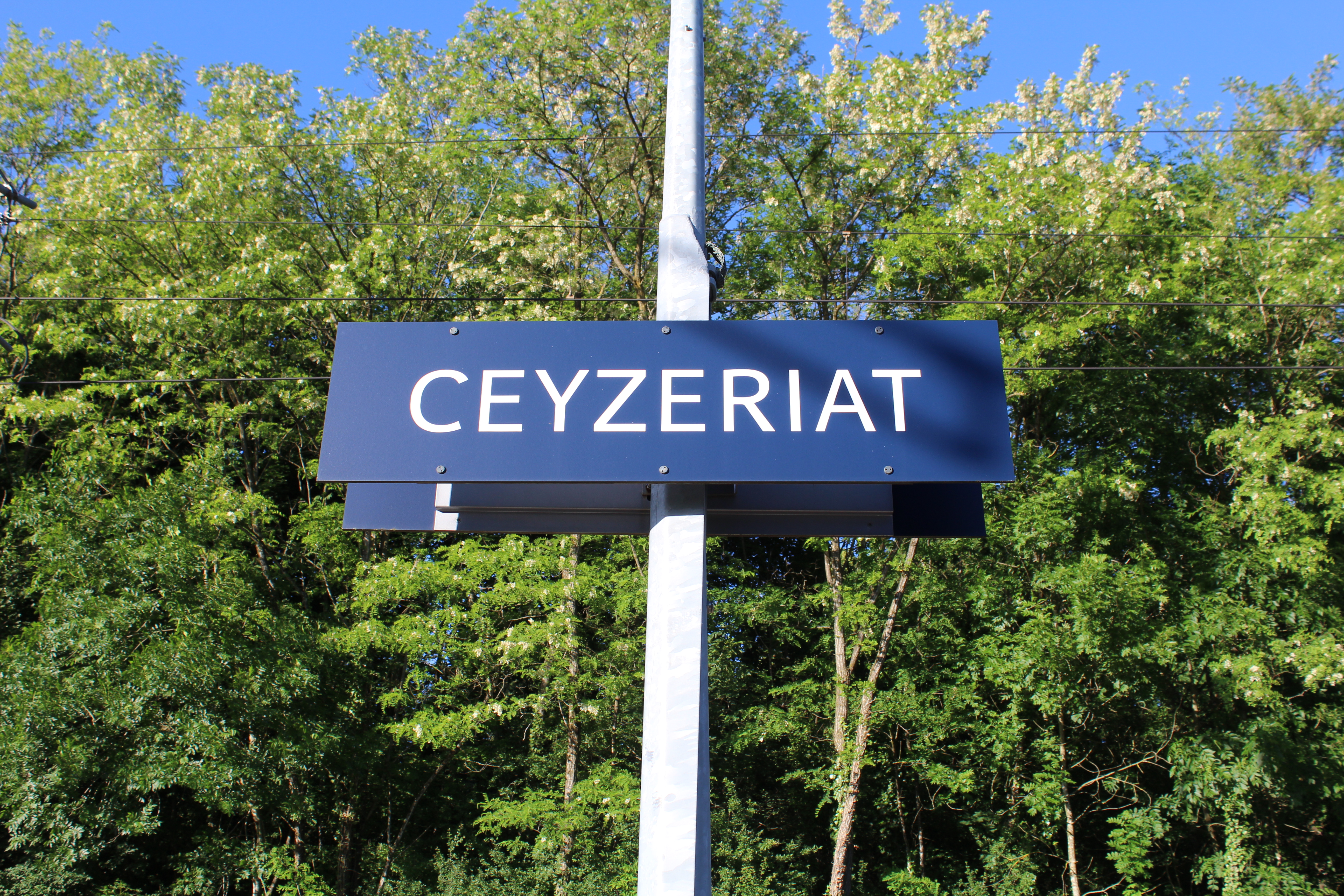
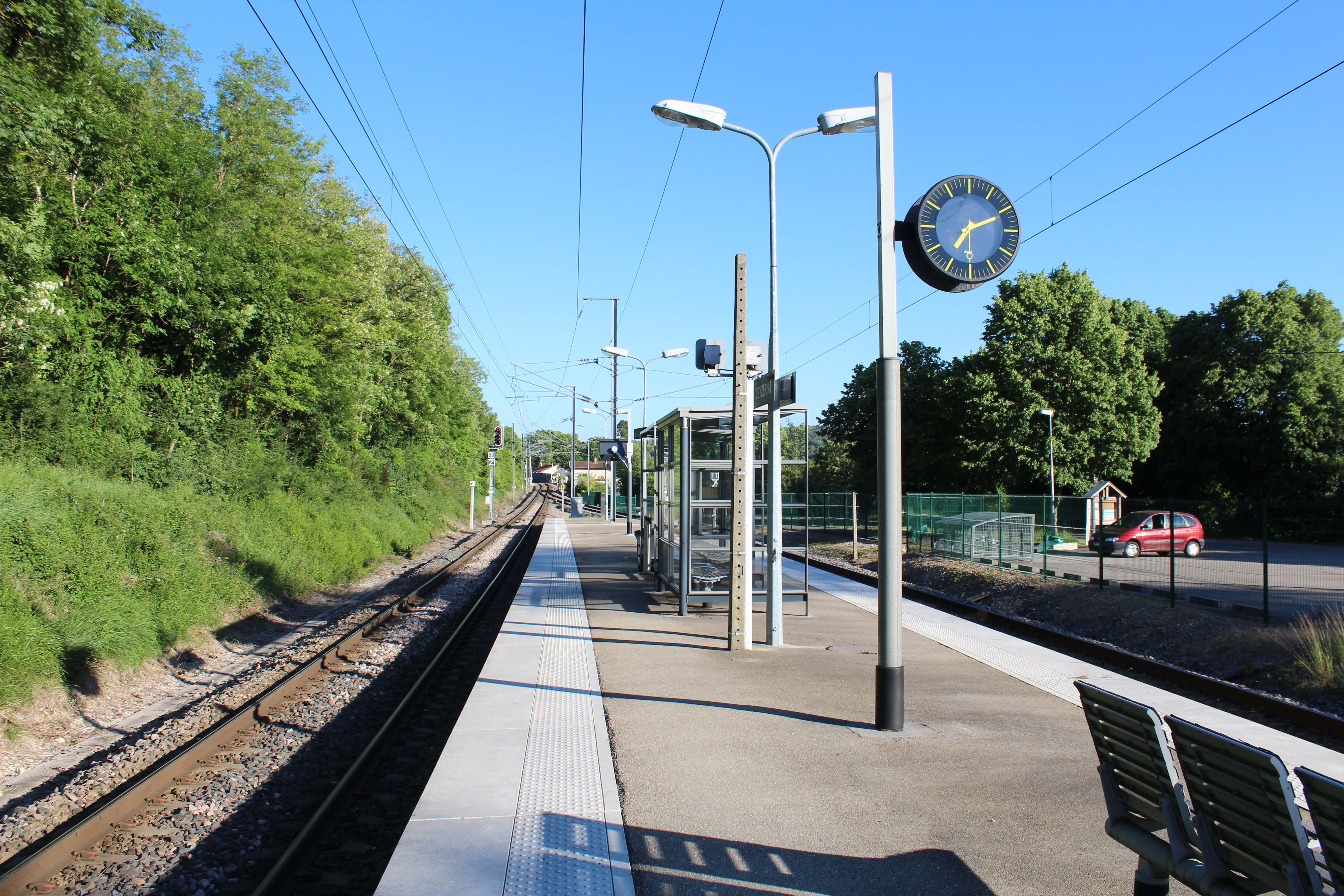
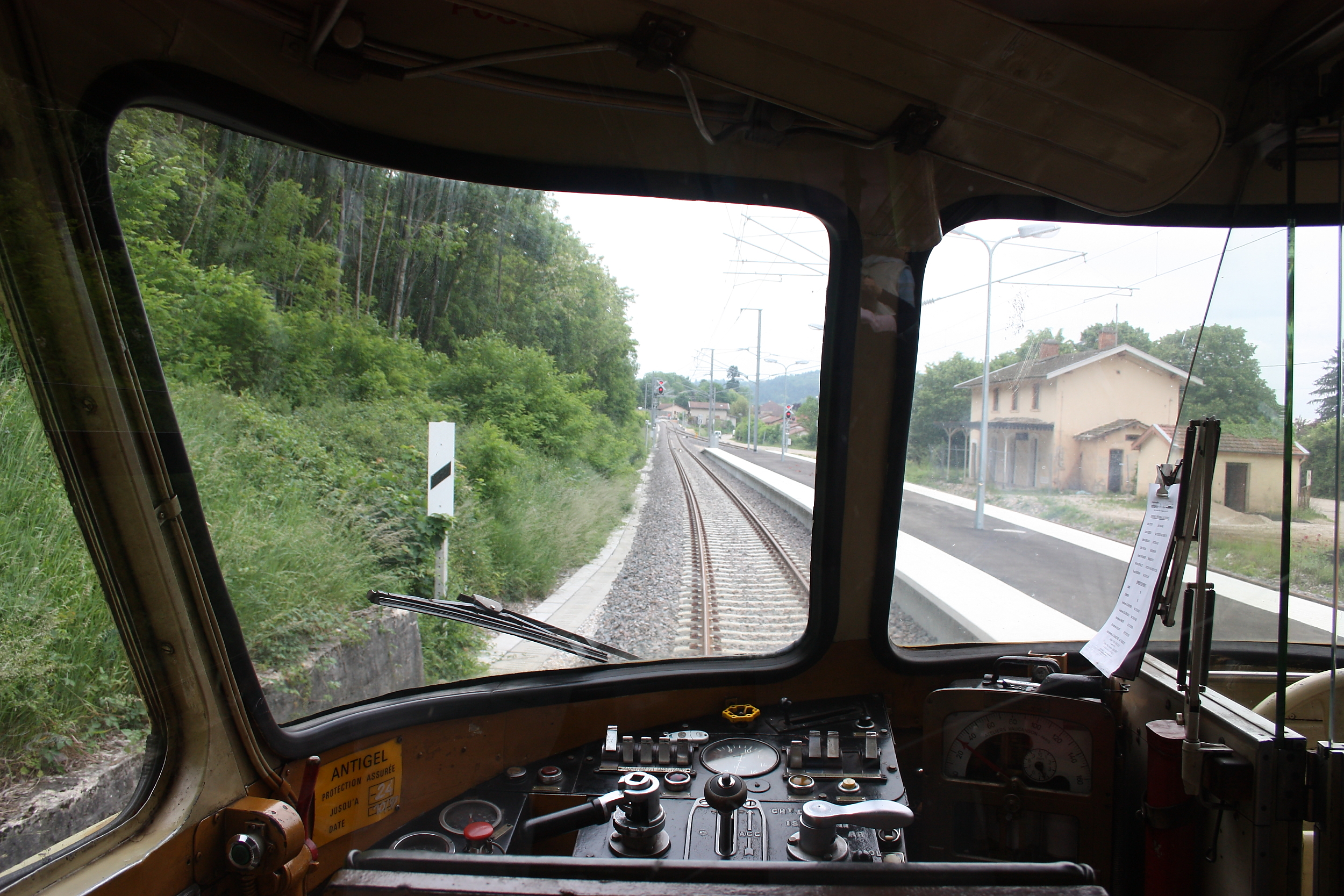

### Intermodalité
Un parc pour les vélos et un parking pour les véhicules y sont aménagés.